# Banca di Corea
La banca di Corea (한국은행?, Hanguk EunhaengLR) è la banca centrale della Corea del Sud.

## Storia
La Banca di Corea è succeduta alla Banca del Chosen.
All'arrivo delle forze americane, il 15 agosto 1945, l'economia coreana era precipitata nel marasma. L'obiettivo immediato era quello di bloccare la forte inflazione e il disordine finanziario portato da una grave mancanza di risorse e dalla divisione in due del paese lungo il 38º parallelo.
In questa situazione, si discusse in tutto il paese se istituire una banca centrale e A. I. Bloomfield, inviato dalla Federal Reserve Bank of New York, scrisse il testo della legge istitutiva della banca.
La Banca di Corea fu conseguentemente fondata il 12 giugno 1950.

## Struttura
Al vertice dell'istituzione c'è il Comitato di Politica Monetaria (Geumnyung Tonghwa Wiwonhoe), la cui funzione principale è di formulare la politica monetaria e creditizia. Il Comitato è composto di sette membri in rappresentanza di vari settori:
1) il Governatore è membro di diritto;
2) il primo vicegovernatore è membro di diritto;
3) un membro indicato dal Ministero della Strategia e delle Finanze;
4) un membro indicato dal Governatore;
5) un membro indicato dal Presidente della Commissione di controllo sui Servizi Finanziari;
6) un membro indicato dal Presidente della Camera di Commercio e Industria della Corea;
7) un membro indicato dal Presidente della Federazione bancaria coreana.
I membri sono nominati dal presidente della repubblica per un mandato di quattro anni, eccetto il vice governatore che lo è per tre anni e può essere rieletto. Tutti i membri lavorano a tempo pieno e nessuno può essere revocato contro la sua volontà. Il Governatore funge da presidente del Comitato.
Sotto il Comitato si trovano gli organi esecutivi, che devono mettere in pratica la politica monetaria decisa dal Comitato.
Essi sono il Governatore, il primo vicegovernatore e cinque altri vicegovernatori.
Il Governatore è nominato dal Presidente della Repubblica su delibera del Consiglio di Stato. Il mandato dura quattro anni e può essere rieletto solo una volta. Dal 2014 il Governatore è Ju-Yeol Lee.
Il Revisore, nominato dal Presidente della Repubblica su indicazione del Ministro delle Finanze, vigila sulle operazioni della banca centrale e relaziona annualmente in proposito il Comitato di Politica Monetaria e il Governo.
La sede centrale della Banca è a Seul, vi sono poi 16 sedi nelle maggiori città coreane. Infine la banca di Corea ha cinque rappresentanze all'estero, a New York, Francoforte, Tokyo, Londra e Pechino.

## Compiti
L'obiettivo principale della Banca di Corea è la stabilità dei prezzi. A tal fine fissa un obiettivo di inflazione da mantenere nel triennio.
Gli altri compiti sono:
- Emissione di banconote e monete
- Formulazione della politica monetaria e creditizia
- Concessione di prestiti alle banche e allo Stato
- Gestione e sviluppo del sistema dei pagamenti
- Vigilanza sulle istituzioni finanziarie
- Elaborazione di statistiche e ricerche economiche
- Gestione dei pagamenti in valuta estera e delle riserve valutarie
- Cooperazione internazionale con le altre banche centrali